# Houinmè Ganto
Houinmè Ganto est un quartier du 4ème arrondissement de commune Porto-Novo, localisé dans le département de l'Ouémé au sud-Est du Bénin.

## Histoire et Toponymie

### Histoire
Houinmè Ganto devient officiellement un quartier du 4ème arrondissement à la suite de la loi n° 2015-O1 du 06 mars 2015 modifiant et complétant la loi n° 2013-05 du 27 mai 2013 portant création, organisation, attributions et fonctionnement des unités administratives locales en République du Bénin.

## Population
Selon le recensement général de la population et de l'habitation de 2013 conduit par l'Institut national de la statistique et de l'analyse économique (INSAE), Houinmè Ganto compte 481 ménages avec 1 862 habitants,.